# Gare de Nokia
La gare de Nokia (en finnois : Nokian rautatieasema) est une gare ferroviaire du située à Nokia en Finlande.

## Situation ferroviaire
La gare de Nokia est le terminus et sa voisine est la gare de Tesoma.

## Service des voyageurs
La gare de Nokia est desservie par les trains M et les trains de la ligne Tampere–Pori.